# Jeff Rouse
Jeffrey ("Jeff") Norman Rouse (Fredericksburg, Virginia, 6 februari 1970) is een voormalig internationaal topzwemmer uit de Verenigde Staten, die in 1996 de gouden medaille won op de 100 meter rugslag bij de Olympische Spelen in Atlanta. Daar maakte de student van de Stanford-universiteit bovendien deel uit van de winnende estafetteploeg van Team USA op de 4x100 meter wisselslag. 
Vier jaar eerder, bij zijn Olympisch debuut in Barcelona, had Rouse genoegen moeten nemen met de zilveren medaille op zijn favoriete afstand, de 100 meter rugslag, nadat hij een jaar daarvoor, bij de WK langebaan (50 meter) in Perth, nog de wereldtitel had gewonnen op dat onderdeel. Rouse stond acht jaar lang nummer één op de wereldranglijst op de 100 rugslag, en was in het bezit van het wereldrecord van 1991 tot 1999. Hij zwaaide af van de wedstrijdsport in 1996, maar besloot in 2001 alsnog een – vergeefse – poging te wagen zich op 31-jarige leeftijd te kwalificeren voor de Olympische Spelen van Athene (2004). In datzelfde jaar werd hij opgenomen in The International Swimming Hall of Fame.
In juli 1995 begon Rouse op eigen houtje een actie tegen het gebruik van verboden stimulerende middelen in de zwemsport. Ruim 450 collega's ondertekenden zijn manifest. "Ik houd te veel van mijn sport om alles aan de officials over te laten", verklaarde hij zijn initiatief. "We moeten aan iedereen bewijzen dat we het zwemmen zuiver willen houden." 
Rouse was voorstander van het invoeren van controles tijdens trainingen in alle takken van sport over de hele wereld. Zijn handtekeningenactie was een reactie op de dopinggevallen onder Chinese zwemmers en zwemsters, eind 1994.